# Hotel Gauquié
Het Hotel Gauquié, ook wel Grand Hotel Gauquié genoemd, is een voormalig hotel in de Belgische badplaats Oostduinkerke. Het gebouw dateerde uit 1900. De architect is onbekend, aangezien de plannen verloren zijn gegaan. Het werd in 2001 gesloopt. Het was een van de laatste gebouwen in Oostduinkerke-bad, dat nog herinnerde aan het toerisme van weleer.

## Geschiedenis
In de belle époque werden in Oostduinkerke-bad twee hotels opgetrokken. Een daarvan was het Grand Hotel, later hernoemd tot Grand Hotel Gauquié. Oostduinkerke-bad was toen nog zo goed als onbestaande en de oorspronkelijke inwoners spraken al gauw van het bad als "le petit Paris". De ongereptheid van de natuur lokte toeristen. Villa's werden gebouwd op de duinen, waarvan er nog enkele overblijven zoals Villa Belvedere van Gaston Lejeune of "Les 4 villas" van J. Cock.
Toen Honoré Gauquié het hotel kocht in 1907 hernoemde hij het naar zichzelf. Het hotel Gauquié werd uitgebaat door Honoré en Leonie Gauquié- Vanthyghem, vervolgens door hun dochter en schoonzoon Florent en Gabriëlle Loones-Gauquié en vervolgens door hun zoon en schoondochter burgemeester Honoré Loones en zijn vrouw en later eveneens burgemeester Rosette Dewitte. Nadien werd het hotel verhuurd aan de familie Cailliau uit Veurne. Het veranderde haast niet van uitzicht, een wit classicistisch gebouw met een torentje op de hoek van de Leopold II Laan (N330) en de Albert I Laan (N34). 
Het hotel werd begin 1998 gesloten. Na jarenlang zonder succes gezocht te hebben naar een nieuwe uitbater - het gebouw was duur in onderhoud en moest bovendien van dak tot kelder helemaal gerenoveerd worden - werd het gebouw in 2001 gesloopt voor de bouw van de "Residentie Gauquié". De Britse schrijver Nicolas Royle laat in zijn thriller Antwerp een gedeelte van het verhaal zich afspelen in het verlaten Hotel Gauquié.

## Een "Lieu artistique"
Het was een ontmoetingsplaats voor de vele Vlaamse kunstenaars die naar Oostduinkerke kwamen, onder meer Felix Timmermans kwam er vaak langs.
In de jaren dertig, werd de donderdag in de zaal van het hotel Gauquié een Vlaams feest gehouden, zonder academische inslag. leder bracht om beurt wat te berde, een voorlezing of een stukje pianospel. Soms werd een haarlokje van Timmermans per opbod verkocht voor het goede doel.
In 1957 vond er een tweedaagse Timmermansherdenking plaats. Het zeemeerminnetje, dat Timmermans ontworpen had voor de Vlaamse Vakantie Vriendenkring van Oostduinkerke, zou er toen opnieuw opduiken. Het sierde toen een tegeltje dat aan de genodigden werd aangeboden. Op de keerzijde stond het menu van het feestmaal dat er plaatsvond na de onthulling van de gedenkplaat aan de villa Laagland, waar Timmermans zes zomers lang verbleef en waar hij zijn Boerenpsalm afwerkte. 